# Noua Irlandă (insulă)
Noua Irlandă (cunoscută și ca Latangai; în limba tok pisin: Niu Ailan) este o insulă din arhipelagul Papua Noua Guinee, care are o suprafață de aproximativ 7.404 kilometri² și este populată de aproximativ 120.000 de oameni.

## Legături externe
- en Entry Arhivat în 5 februarie 2012, la Wayback Machine. la Linköping University
- en Persée : Archaeological survey in southern New Ireland
- en Wallaby extinctions at the Macropodid frontier
- „New Mecklenburg”. New International Encyclopedia. 1905.